# Striden vid O.K. Corral (seriealbum)
Striden vid O.K. Corral (O.K. Corral) är ett Lucky Luke-album från 1997. Det är det 67:e albumet i ordningen, och har nummer 73 i den svenska utgivningen.

## Handling
Oktober 1881 - Lucky Luke och Jolly Jumper bistår vännen Tom Taylor med att föra en boskapshjord till Abilene,_Texas. På vägen dit rastar de i Tombstone, Arizona, där Wyatt Earp har utmanat den sittande borgmästaren Newman Haynes Clanton, Gamle Clanton kallad, i det stundande borgmästarvalet. Clanton är gammal i ämbetet, och hans tidigare konkurrenter, inklusive Wyatts far, har alla "råkat avlida dagen före valdagen". 
När konflikten mellan å ena sidan den sluge Gamle Clanton och dennes söner Ike, Frank, och Billy, och å andra sidan den rättrådige Wyatt och hans bröder Virgil och Morgan hårdnar, beslutar sig Luke för att stanna kvar i Tombstone och, tillsammans med tandläkaren Doc Holliday, tidningsmannen John Clum, och Big Nose Kate hjälpa de senare. 
Valrörelsen eskalerar dock fort, och slutar i vad som i historieböckerna kommit att kallas revolverstriden vid O.K. Corral.

## Svensk utgivning
- Morris; Fauche, Xavier, Adam, Éric (översättare: Per A J Andersson) (1997). Striden vid O.K. Corral. Lucky-serien: 73. Malmö: Egmont Serieförlaget. Libris 7674698. ISBN 91-7912-705-3
- I Lucky Luke – Den kompletta samlingen ingår albumet i "Lucky Luke 1997-1998". Libris 10596787. ISBN 978-91-7134-547-9